# برايان سميث (موسيقي)
برايان سميث (بالإنجليزية: Brian Smith)‏ هو موسيقي وكاتب أغاني أمريكي، ولد في 20 فبراير 1990 في كاربوندال في الولايات المتحدة.

## وصلات خارجية
- الموقع الرسمي